# Basto (Cabeceiras de Basto)
Basto es una freguesia portuguesa del concelho de Cabeceiras de Basto, con 7,04 km² de superficie y 1450 habitantes (2008). Su densidad de población es de 206,0 hab/km².